# Jeremy Bernard
Jeremy Mill Bernard (sinh ngày 4 tháng 11 năm 1961) từng là thư ký xã hội Nhà Trắng. Bernard được Tổng thống Barack Obama bổ nhiệm vào vị trí vào ngày 25 tháng 2 năm 2011. Ông là người đàn ông đầu tiên, đồng thời là cá nhân đồng tính công khai đầu tiên, làm thư ký xã hội Nhà Trắng.

## Tuổi thơ
Bernard được sinh ra bởi Herschel và Loretta (Utterback) Bernard và lớn lên ở San Antonio, Texas, nơi ông theo học TMI — Trường Giám mục Texas. Cha ông là người gây quỹ cho Robert Kennedy và Ted Kennedy. Bernard học trường Hunter College ở thành phố New York, nhưng không tốt nghiệp.

## Nghề nghiệp
Bernard là một người gây quỹ đảng Dân chủ nổi tiếng và là người ủng hộ quyền của người đồng tính, đã phục vụ tám năm trong Ủy ban Quốc gia Dân chủ. Ông làm việc trong chính quyền Obama ở Washington với tư cách là người liên lạc của Nhà Trắng cho Tổ chức Nhân văn Quốc gia và sau đó, tại Paris, với tư cách là cố vấn cấp cao và chánh văn phòng cho đại sứ Hoa Kỳ tại Pháp.

## Việc làm
- Treating People Well: The Extraordinary Power of Civility at Work and in Life. Scribner. 2018. ISBN 978-1-5011-5800-1.[7][8][9]